# 4825
4825(사천팔백이십오)는 4824보다 크고 4826보다 작은 자연수다.

## 수학
- 합성수로, 그 약수는 1, 5, 25, 193, 965, 4825다. 진약수의 합은 1189이므로, 4825는 부족수다.
- 25번째 십팔각수다. 앞의 십팔각수는 4440, 다음은 5226이다.
- 피타고라스 삼조의 빗변의 길이이다.
  - {\displaystyle 1104^{2}+4697^{2}=4825^{2}}[a]
  - {\displaystyle 3367^{2}+3456^{2}=4825^{2}}[b]
- {\displaystyle 4825=8^{2}+69^{2}=27^{2}+64^{2}=35^{2}+60^{2}}
  - 서로 다른 두 자연수의 제곱합으로 나타내는 방법이 세 가지인 수다.
  - 연속하는 두 세제곱수인 27과 64의 제곱합으로 나타낼 수 있으며, 이 성질을 지닌 앞의 수는 793, 다음 수는 19721이다.
- {\displaystyle 43^{8}-1}은 4825로 나누어떨어진다.

## 과학
- NGC 4825(영어판): 처녀자리 방향에 있는 렌즈형은하.

## 기타
- 연도: 4825년, 기원전 4825년

## 같이 보기
- 4000